# Fleetwood Mac
Fleetwood Mac er en britisk-amerikansk blues rock-gruppe dannet i 1967 af blandt andre tre forhenværende medlemmer af John Mayall & the Bluesbreakers, Mick Fleetwood (f. 1947), trommer, John McVie (f. 1945), bas, og Peter Green (f. 1946), guitar. Gruppen etablerede sig snart som et af de førende bluesorkestre i England med en stærk inspiration fra den amerikansk rhythm and blues-stilart. Gruppen fik stor succes med blandt andre nummeret "Albatross" (1968).
I løbet af karrieren har gruppen optrådt i mange forskellige konstellationer. Allerede i 1970 forlod Peter Green gruppen, og nye medlemmer som bl.a. Christine McVie (f. 1943), keyboard, sang, Lindsey Buckingham (f. 1949), guitar, sang, og Stevie Nicks (f. 1948), sang, førte Fleetwood Mac fra bluesbaseret, eksperimentel rock over i den melodiøse rockgenre. Lp'en Rumours (1977) blev rockhistoriens indtil da største succes med et salg på over 25 millioner solgte eksemplarer. Populariteten blev videreført med lp'erne Tusk (1979) og Live (1980).
Fleetwood Mac blev opløst i 1982, hvorefter de enkelte medlemmer arbejdede med soloprojekter. Gruppen gjorde comeback i 1987 med Tango in the Night, men var kun sporadisk aktiv i 1990'erne.
I 1998 blev Fleetwood Mac optaget i Rock and Roll Hall of Fame. De oprindelige medlemmer Mick Fleetwood, John McVie, Peter Green, Jeremy Spencer og Danny Kirwan, samt Rumours-era medlemmerne Christine McVie, Stevie Nicks og Lindsey Buckingham blev hædret, mens andre tidligere medlemmer ikke blev inkluderet.
I 2003 genforenedes gruppen; den udsendte albummet Say You Will og tog på verdensturné. Selv om den ikke har udgivet studiealbums siden da, har den turneret af og til med forskellige besætninger.

## Studiealbums
- Fleetwood Mac (1968)
- Mr. Wonderful (1968)
- Then Play On (1969)
- Kiln House (1970)
- Future Games (1971)
- Bare Trees (1972)
- Penguin (1973)
- Mystery to Me (1973)
- Heroes Are Hard to Find (1974)
- Fleetwood Mac (1975)
- Rumours (1977)
- Tusk (1979)
- Mirage (1982)
- Tango in the Night (1987)
- Behind the Mask (1990)
- Time (1995)
- Say You Will (2003)

## Medlemmer

### Nuværende
| Billede                      | Navn           | Aktive år              | Instrumenter                                              | Medvirker på |
| ---------------------------- | -------------- | ---------------------- | --------------------------------------------------------- | --- |
| FleetwoodDrumming1.jpg       | Mick Fleetwood | 1967–1995 1997–present | drums percussion                                          | alle Fleetwood Mac albums |
| JohnMcVie.JPG                | John McVie     | 1967–1995 1997–present | bass                                                      | alle Fleetwood Mac albums bortset fra Live at the Marquee 1967 (1992) |
| StevieNicks2.jpg             | Stevie Nicks   | 1975–1991 1997–present | lead og backing vocals tambourine lejlighedsvis keyboards | alle Fleetwood Mac albums fra Fleetwood Mac (1975) til In Concert: Mirage Tour '82 (1983) Tango in the Night (1987) Behind the Mask (1990) The Dance (1997) all Fleetwood Mac releases from Say You Will (2003) onwards |
| Mike_Campbell,_June_2016.jpg | Mike Campbell  | 2018–present           | lead guitar                                               | none |
| Neil_Finn.jpg                | Neil Finn      | 2018–present           | rhythm guitar lead and backing vocals                     | none |

### Tidligere
| Billede                                                              | Navn               | aktive år                | Instrumenter                            | Medvirker på |
| -------------------------------------------------------------------- | ------------------ | ------------------------ | --------------------------------------- | --- |
|                                                                      | Bob Brunning       | 1967 (Død 2011)          | bass                                    | Fleetwood Mac (1968) – one track only Live at the Marquee 1967 (1992) |
| Peter-Green.jpg                                                      | Peter Green        | (Død 2020)               | guitar lead og backing vocals harmonica | alle Fleetwood Mac udgivelser fra Fleetwood Mac (1968) til Then Play On (1969) The Original Fleetwood Mac (1971) Live in Boston (1985) London Live '68 (1986) Live at the Marquee 1967 (1992) Live at the BBC (1995) Shrine '69 (1999); appeared on Penguin and Tusk as an uncredited guest musician |
| Jeremy Spencer - 2009-06-14.jpg                                      | Jeremy Spencer     | 1967–1971                | slide guitar lead and backing vocals    | alle Fleetwood Mac albums fra Fleetwood Mac (1968) to The Original Fleetwood Mac (1971) Live in Boston (1985) London Live '68 (1986) Live at the Marquee 1967 (1992) Live at the BBC (1995) Shrine '69 (1999)                                                                                        |
| Fleetwood Mac Danny Kirwan 12.jpg                                    | Danny Kirwan       | 1968–1972 (død 2018)     | guitar lead and backing vocals          | English Rose (1969) Then Play On (1969) Kiln House (1970) Future Games (1971) Bare Trees (1972) Live in Boston (1985) Live at the BBC (1995) Shrine '69 (1999) |
| Bob Welch and Jimmy Robinson at the Record Plant in Sausilito CA.jpg | Bob Welch          | 1971–1974 (Død 2012)     | guitar lead and backing vocals          | alle Fleetwood Mac udgivelser fra Future Games (1971) to Heroes Are Hard to Find (1974) |
| Christine McVie - Fleetwood Mac (1977).jpg                           | Christine McVie    | (Død 2022)               | keyboards lead and backing vocals       | Mr. Wonderful (1968) alle Fleetwood Mac albums fra Future Games (1971) til In Concert: Mirage Tour '82 (1983) Tango in the Night (1987) Behind the Mask (1990) Time (1995) The Dance (1997) |
|                                                                      | Bob Weston         | 1972–1973 (Død 2012)     | lead guitar backing and lead vocals     | Penguin (1973) Mystery to Me (1973) |
| DaveWalker-Bozeman-SLAMFest.jpg                                      | Dave Walker        | 1972–1973                | lead and backing vocals harmonica       | Penguin (1973) |
| LindseyBuckingham.JPG                                                | Lindsey Buckingham | 1975–1987 1997–2018      | guitar lead and backing vocals          | all Fleetwood Mac releases from Fleetwood Mac (1975) to In Concert: Mirage Tour '82 (1983) Tango in the Night (1987) The Dance (1997) all Fleetwood Mac releases from Say You Will (2003) onwards; as a session musician on Behind the Mask (1990), 25 Years: The Chain (1992), and Time (1995).     |
|                                                                      | Billy Burnette     | 1987–1993 1994–1995      | rhythm guitar backing and lead vocals   | Behind the Mask (1990) 25 Years – The Chain (1992) Time (1995) |
|                                                                      | Rick Vito          | 1987–1991 1993 (one-off) | lead guitar backing and lead vocals     | Behind the Mask (1990) |
|                                                                      | Bekka Bramlett     | 1993–1995                | lead and backing vocals                 | Time (1995) |
| DaveMason03.jpg                                                      | Dave Mason         | 1993–1995                | lead guitar backing and lead vocals     | Time (1995) |